# چاوپیماکیتو
چاوپیماکیتو (به اسپانیایی: Chaupimaquito) یک کوه در پرو است که در منطقه کوسکو واقع شده‌است. چاوپیماکیتو ۵٬۳۰۰ متر بالاتر از سطح دریا واقع شده‌است.